# Vierde klasse 2010-11 (voetbal België)
Het seizoen 2010/11 van de Belgische Vierde Klasse ging van start in de zomer van 2010 en eindigde in de lente van 2011. Daarna werden nog eindrondes voor promotie en degradatie afgewerkt. De Vierde Klasse of Bevordering telt vier afzonderlijke reeksen, met 16 clubs per reeks.

## Naamswijzigingen
- RRC Péruwelz fuseerde met R. Excelsior Mouscron en werd R. Mouscron-Péruwelz.

## Gedegradeerde teams
Deze teams waren gedegradeerd uit de Derde Klasse voor de start van het seizoen:
- KVK Ieper (rechtstreeks 3A)
- KRC Mechelen (rechtstreeks 3A)
- KVC Willebroek-Meerhof (rechtstreeks 3A)
- RRC Péruwelz (rechtstreeks 3B)
- Excelsior Veldwezelt (rechtstreeks 3B)
- KSV Sottegem (verlies eindronde)
- KSK Tongeren (verlies eindronde)

## Gepromoveerde teams
Deze teams waren gepromoveerd uit de provinciale reeksen voor de start van het seizoen. Uit elke provincie promoveert de kampioen. In de drie provincies met de meeste clubs, namelijk Antwerpen, Brabant en Oost-Vlaanderen, promoveerde de provinciale eindrondewinnaar rechtstreeks naar Vierde Klasse. De eindrondewinnaars uit de andere provincies moesten nog naar een interprovinciale eindronde om kans te maken op promotie.

### Antwerpen
- KFC De Kempen Tielen-Lichtaart (kampioen)
- KFC Katelijne-Waver (winnaar provinciale eindronde)

### Brabant
- R. Léopold Uccle FC (kampioen)
- K. Everbeur Sport Averbode (winnaar provinciale eindronde)

### Limburg
- K. Lutlommel VV (kampioen)
- K. Herk-de-Stad FC (via interprovinciale eindronde)

### Oost-Vlaanderen
- SK Terjoden-Welle (kampioen)
- KE Appelterre-Eichem (winnaar provinciale eindronde)

### West-Vlaanderen
- SK Eernegem (kampioen)

### Henegouwen
- Pont-à-Celles-Buzet (kampioen)
- R. Union Saint-Ghislain Tertre-Hautrage (via interprovinciale eindronde)

### Luik
- Etoile Elsautoise (kampioen)
- RRFC Montegnée (winst interprovinciale eindronde)

### Luxemburg
- JS Habaysienne (kampioen)

### Namen
- RES Couvin-Mariembourg (kampioen)

## Promoverende teams
Deze teams promoveerden naar Derde Klasse op het eind van het seizoen.
- R. Géants Athois (kampioen 4A)
- KRC Mechelen (kampioen 4B)
- K. Patro Eisden (kampioen 4C)
- RFC Union La Calamine (kampioen 4D)
- R. Mouscron-Péruwelz (winst eindronde)
- K. Olympia SC Wijgmaal (winst eindronde)

## Degraderende teams
Deze teams degradeerden naar de provinciale reeksen op het eind van het seizoen:
- KSV Sottegem (rechtstreeks 4A)
- Pont-à-Celles (rechtstreeks 4A)
- KE Appelterre-Eichem (rechtstreeks 4A)
- KVC Willebroek-Meerhof (rechtstreeks 4B)
- KSK Sint-Paulus Opwijk (rechtstreeks 4B)
- Eendracht Zele (rechtstreeks 4B)
- K. Lutlommel VV (rechtstreeks 4C)
- KVV Heusden-Zolder (rechtstreeks 4C)
- KFC Lille (rechtstreeks 4C)
- RFC Hannutois (rechtstreeks 4D)
- RRFC Montegnée (rechtstreeks 4D)
- RES Couvin-Mariembourg (rechtstreeks 4D)
- RJS Taminoise (verlies eindronde)
- RJS Bas-Oha (verlies interprovinciale eindronde)

## Eindstand
| Legende                               |
| ------------------------------------- |
| Kampioen + promotie naar Derde Klasse |
| Eindronde voor promotie               |
| Interprovinciale eindronde            |
| Degradatie naar Eerste Provinciale    |

### Vierde Klasse A
|   |    |                                         | P  | W  | G  | V  | +  | -  | DS  | Ptn |
| - | -- | --------------------------------------- | -- | -- | -- | -- | -- | -- | --- | --- |
| K | 1  | R. Géants Athois                        | 30 | 22 | 3  | 5  | 72 | 27 | 42  | 69  |
| E | 2  | R. Mouscron-Péruwelz                    | 30 | 21 | 6  | 3  | 67 | 17 | 50  | 69  |
| E | 3  | KFC Sparta Petegem                      | 30 | 19 | 4  | 7  | 71 | 42 | 29  | 61  |
| E | 4  | KVK Ieper                               | 30 | 17 | 9  | 4  | 63 | 34 | 29  | 60  |
|   | 5  | KRC Gent-Zeehaven                       | 30 | 11 | 13 | 6  | 57 | 40 | 17  | 46  |
|   | 6  | SK Eernegem                             | 29 | 11 | 11 | 7  | 52 | 43 | 9   | 44  |
|   | 7  | KBS Poperinge                           | 30 | 10 | 11 | 9  | 43 | 42 | 1   | 41  |
|   | 8  | KSV Diksmuide                           | 30 | 10 | 9  | 11 | 48 | 41 | 7   | 39  |
|   | 9  | SK Terjoden-Welle                       | 30 | 11 | 5  | 14 | 33 | 52 | -19 | 38  |
|   | 10 | Football Couillet-La Louvière           | 30 | 10 | 7  | 13 | 42 | 47 | -5  | 37  |
|   | 11 | R. Union Saint-Ghislain Tertre-Hautrage | 30 | 10 | 6  | 14 | 37 | 42 | -5  | 36  |
|   | 12 | KVC Sint-Eloois-Winkel Sport            | 30 | 9  | 7  | 14 | 38 | 52 | -14 | 34  |
| E | 13 | RJS Taminoise                           | 29 | 9  | 5  | 15 | 34 | 54 | -20 | 32  |
| D | 14 | KE Appelterre-Eichem                    | 30 | 6  | 6  | 18 | 34 | 64 | -30 | 24  |
| D | 15 | KSV Sottegem                            | 30 | 3  | 5  | 22 | 30 | 61 | -31 | 14  |
| D | 16 | Pont-à-Celles-Buzet                     | 30 | 3  | 5  | 22 | 19 | 92 | -73 | 14  |

### Vierde Klasse B
|   |    |                               | P  | W  | G  | V  | +  | -   | DS  | Ptn |
| - | -- | ----------------------------- | -- | -- | -- | -- | -- | --- | --- | --- |
| K | 1  | KRC Mechelen                  | 30 | 20 | 8  | 2  | 62 | 20  | 42  | 68  |
| E | 2  | K. Londerzeel SK              | 30 | 16 | 10 | 4  | 66 | 30  | 36  | 58  |
| E | 3  | K. Olympia SC Wijgmaal        | 30 | 16 | 6  | 8  | 61 | 42  | 19  | 54  |
|   | 4  | Verbroedering Meldert         | 30 | 15 | 6  | 9  | 62 | 37  | 25  | 51  |
| E | 5  | K. Lyra TSV                   | 30 | 12 | 10 | 8  | 40 | 35  | 5   | 46  |
|   | 6  | KFC Katelijne-Waver           | 30 | 12 | 5  | 13 | 55 | 53  | 2   | 41  |
|   | 7  | KFC Duffel                    | 30 | 10 | 10 | 10 | 60 | 57  | 3   | 40  |
|   | 8  | Dilbeek Sport                 | 30 | 10 | 10 | 10 | 46 | 44  | 2   | 40  |
|   | 9  | Tempo Overijse                | 30 | 10 | 10 | 10 | 37 | 39  | -2  | 40  |
|   | 10 | K. Berchem Sport              | 30 | 9  | 13 | 8  | 35 | 32  | 3   | 40  |
|   | 11 | K. Everbeur Sport Averbode    | 30 | 11 | 6  | 13 | 40 | 42  | -2  | 39  |
|   | 12 | KFC Sporting Sint-Gillis-Waas | 30 | 10 | 9  | 11 | 48 | 46  | 2   | 39  |
| E | 13 | SK Berlare                    | 30 | 10 | 8  | 12 | 47 | 43  | 4   | 38  |
| D | 14 | KFC Eendracht Zele            | 30 | 7  | 11 | 12 | 33 | 44  | -11 | 32  |
| D | 15 | KSK Sint-Paulus Opwijk        | 30 | 6  | 5  | 19 | 40 | 76  | -36 | 23  |
| D | 16 | KVC Willebroek-Meerhof        | 30 | 1  | 3  | 26 | 21 | 113 | -92 | 6   |

### Vierde Klasse C
|   |    |                                | P  | W  | G  | V  | +  | -  | DS  | Ptn |
| - | -- | ------------------------------ | -- | -- | -- | -- | -- | -- | --- | --- |
| K | 1  | K. Patro Eisden Maasmechelen   | 30 | 23 | 5  | 2  | 63 | 20 | 43  | 74  |
| E | 2  | Excelsior Veldwezelt           | 30 | 19 | 3  | 8  | 50 | 30 | 20  | 60  |
| E | 3  | KFC Oosterzonen Oosterwijk     | 30 | 14 | 6  | 10 | 46 | 40 | 6   | 48  |
|   | 4  | KSK Bree                       | 30 | 13 | 7  | 10 | 50 | 51 | -1  | 46  |
|   | 5  | KFC Sint-Lenaarts              | 30 | 12 | 6  | 12 | 45 | 44 | 1   | 42  |
|   | 6  | KSK Tongeren                   | 30 | 11 | 7  | 12 | 47 | 39 | 8   | 40  |
|   | 7  | Spouwen-Mopertingen            | 30 | 11 | 7  | 12 | 43 | 40 | 3   | 40  |
| E | 8  | KFC De Kempen Tielen-Lichtaart | 30 | 11 | 7  | 12 | 45 | 58 | -13 | 40  |
|   | 9  | K. Witgoor Sport Dessel        | 30 | 10 | 9  | 11 | 36 | 34 | 2   | 39  |
|   | 10 | K. Overpeltse VV               | 30 | 10 | 9  | 11 | 37 | 40 | -3  | 39  |
|   | 11 | KESK Leopoldsburg              | 30 | 9  | 12 | 9  | 38 | 32 | 6   | 39  |
|   | 12 | KFC Zwarte Leeuw               | 30 | 11 | 5  | 14 | 40 | 55 | -15 | 38  |
| E | 13 | K. Herk-de-Stad FC             | 30 | 10 | 7  | 13 | 32 | 38 | -6  | 37  |
| D | 14 | KFC Lille                      | 30 | 8  | 9  | 13 | 46 | 48 | -2  | 33  |
| D | 15 | KVV Heusden-Zolder             | 30 | 9  | 5  | 16 | 38 | 57 | -19 | 32  |
| D | 16 | K. Lutlommel VV                | 30 | 6  | 2  | 22 | 28 | 58 | -30 | 20  |

### Vierde Klasse D
|   |    |                                      | P  | W  | G  | V  | +  | -  | DS  | Ptn |
| - | -- | ------------------------------------ | -- | -- | -- | -- | -- | -- | --- | --- |
| K | 1  | RFC Union La Calamine                | 30 | 20 | 4  | 6  | 67 | 43 | 24  | 64  |
| E | 2  | R. Wallonia Walhain Chaumont-Gistoux | 30 | 18 | 8  | 4  | 65 | 29 | 36  | 62  |
| E | 3  | R. Sprimont Comblain Sport           | 30 | 16 | 5  | 9  | 45 | 26 | 19  | 53  |
| E | 4  | RFC Turkania Faymonville             | 30 | 15 | 8  | 7  | 70 | 49 | 21  | 53  |
|   | 5  | RUW Ciney                            | 30 | 16 | 3  | 11 | 63 | 56 | 7   | 51  |
|   | 6  | RFC Sérésien                         | 30 | 13 | 5  | 12 | 48 | 50 | -2  | 44  |
|   | 7  | RUS Givry                            | 30 | 12 | 8  | 10 | 50 | 44 | 6   | 44  |
|   | 8  | RRC Hamoir                           | 30 | 12 | 8  | 10 | 48 | 46 | 2   | 44  |
|   | 9  | JS Habaysienne                       | 30 | 10 | 9  | 11 | 51 | 46 | 5   | 39  |
|   | 10 | Etoile Elsautoise                    | 30 | 10 | 9  | 11 | 43 | 46 | -3  | 39  |
|   | 11 | R. Aywaille FC                       | 30 | 7  | 14 | 9  | 38 | 45 | -7  | 35  |
|   | 12 | R. Léopold Uccle FC                  | 30 | 9  | 6  | 15 | 45 | 55 | -10 | 33  |
| E | 13 | RJS Bas-Oha                          | 30 | 8  | 8  | 14 | 39 | 52 | -13 | 32  |
| D | 14 | RES Couvin-Mariembourg               | 30 | 7  | 7  | 16 | 43 | 62 | -19 | 28  |
| D | 15 | RRFC Montegnée                       | 30 | 7  | 7  | 16 | 32 | 56 | -24 | 28  |
| D | 16 | RFC Hannutois                        | 30 | 4  | 3  | 23 | 30 | 72 | -42 | 15  |

## Periodekampioenen
De periodekampioenen kwalificeerden zich voor de promotie-eindronde. Indien een periodekampioen ook kampioen wordt, of meerdere periodekampioenschappen wint, gaat de plaats naar de volgende hoogst geëindigde ploeg in het eindklassement.

### Vierde Klasse A
- Eerste periode: KVK Ieper, 26 punten
- Tweede periode: R. Mouscron-Péruwelz, 28 punten
- Derde periode: Sparta Petegem, 26 punten

### Vierde Klasse B
- Eerste periode: K. Lyra TSV, 24 punten
- Tweede periode: KRC Mechelen, 28 punten → eindrondeplaats ingenomen door het als 3e geëindigde K. Olympia SC Wijgmaal
- Derde periode: K. Londerzeel SK, 22 punten

### Vierde Klasse C
- Eerste periode: K. Patro Eisden Maasmechelen, 26 punten → eindrondeplaats ingenomen door het als 2e geëindigde Excelsior Veldwezelt
- Tweede periode: KFC De Kempen Tielen-Lichtaart, 21 punten
- Derde periode: K. Patro Eisden Maasmechelen, 28 punten → eindrondeplaats ingenomen door het als 3e geëindigde KFC Oosterzonen Oosterwijk

### Vierde Klasse D
- Eerste periode: RFC Union La Calamine, 23 punten → eindrondeplaats ingenomen door het als 3e geëindigde R. Sprimont Comblain Sport
- Tweede periode: R. Wallonia Walhain Chaumont-Gistoux, 23 punten
- Derde periode: RFC Union La Calamine, 25 punten → eindrondeplaats ingenomen door het als 4e geëindigde RFC Turkania Faymonville

## Kampioen
In Vierde Klasse A leidde R. Mouscron-Péruwelz tot kort voor het eind van de competitie. Op de voorlaatste speeldag verloor deze ploeg echter thuis van R. Géants Athois. Ath kwam hierdoor op gelijk hoogte als R. Mouscron-Péruwelz en kwam op de eerste plaats omdat het meer wedstrijden had gewonnen. Beiden wonnen hun slotwedstrijd, waardoor R. Géants Athois kampioen werd.
In Vierde Klasse C leidde KRC Mechelen lange tijd en op de 28ste speeldag verzekerde de ploeg zich na thuiswinst tegen SK Berlare van de titel.
In Vierde Klasse C haalde K. Patro Eisden Maasmechelen de eerste periodetitel en de ploeg bleef ruim aan de leiding. Op de 27ste speeldag verzekerde Eisden zich al van reekswinst.
In Vierde Klasse D viel de beslissing pas op de slotspeeldag. RFC Union La Calamine begon de slotspeeldag als leider met twee punten voorsprong op R. Wallonia Walhain Chaumont-Gistoux. Beide ploegen wonnen en zo behaalde Union La Calamine de titel.

## Eindronde

### Promotie-eindronde
De eindronde wordt gespeeld tussen de twaalf periodewinnaars uit Vierde Klasse, of de hoogste clubs uit de eindstand indien een club meerdere periodes won of kampioen werd, en de derde laatste gerangschikte clubs uit de reeksen in Derde Klasse.

#### Eerste speeldag (kwalificatieronde)
Op de eerste speeldag treden twaalf vierdeklassers aan, die aan elkaar gepaard worden. De zes winnaars van elk duel gaan door.
| # | Datum      | Uur   | Wedstrijd                                                   | Uitslag    |
| - | ---------- | ----- | ----------------------------------------------------------- | ---------- |
| 1 | 15/05/2011 | 16:00 | K. Olympia SC Wijgmaal - RFC Turkania Faymonville           | 2-0        |
| 2 | 15/05/2011 | 16:00 | R. Mouscron-Péruwelz - R. Sprimont Comblain Sport           | 4-0        |
| 3 | 15/05/2011 | 16:00 | KFC Sparta Petegem - K. Lyra TSV                            | 1-0 (n.v.) |
| 4 | 14/05/2011 | 18:00 | R. Wallonia Walhain Chaumont-Gistoux - Excelsior Veldwezelt | 3-2        |
| 5 | 15/05/2011 | 17:00 | KFC Oosterzonen Oosterwijk - KFC De Kempen Tielen-Lichtaart | 3-1        |
| 6 | 15/05/2011 | 16:00 | KVK Ieper - K. Londerzeel SK                                | 5-1        |

#### Tweede speeldag
In de tweede speeldag worden bij de zes winnaars van de kwalificatieronde R. Cappellen FC en KSK Lombeek-Ternat gevoegd, de ploegen die in Derde Klasse op twee na laatste eindigden. Er worden vier wedstrijden gespeeld tussen deze acht ploegen, verdeeld in twee poules, met in elke poule een derdeklasser. De winnaars gaan verder.
| #       | Datum      | Uur     | Wedstrijd                                              | Uitslag    |
| Poule 1 | Poule 1    | Poule 1 | Poule 1                                                |            |
| ------- | ---------- | ------- | ------------------------------------------------------ | ---------- |
| 7       | 22/05/2011 | 16:00   | KFC Sparta Petegem - KFC Oosterzonen Oosterwijk        | 2-1        |
| 8       | 22/05/2011 | 16:00   | KSK Lombeek-Ternat - R. Mouscron-Péruwelz              | 1-2 (n.v.) |
| Poule 2 |            |         |                                                        |            |
| 9       | 22/05/2011 | 16:00   | R. Cappellen FC - R. Wallonia Walhain Chaumont-Gistoux | 1-0        |
| 10      | 22/05/2011 | 16:00   | K. Olympia SC Wijgmaal - KVK Ieper                     | 3-1        |

#### Derde speeldag
De twee gekwalificeerden van elke poule uit vorige speeldag spelen tegen elkaar voor poulewinst en de bijhorende promotie.
| #  | Datum      | Uur   | Wedstrijd                                 | Uitslag |
| -- | ---------- | ----- | ----------------------------------------- | ------- |
| 11 | 29/05/2011 | 16:00 | R. Mouscron-Péruwelz - KFC Sparta Petegem | 2-0     |
| 12 | 29/05/2011 | 16:00 | R. Cappellen FC - K. Olympia SC Wijgmaal  | 0-1     |

R. Mouscron-Péruwelz en K. Olympia SC Wijgmaal promoveerden naar Derde Klasse. R. Cappellen FC degradeerde naar Vierde Klasse.
Een bijkomende wedstrijd werd gespeeld tussen de twee verliezers om een extra promotieplaats te bepalen in het geval er een extra plaats in Derde Klasse mocht vrijkomen.
| # | Datum      | Uur   | Wedstrijd                            | Uitslag |
| - | ---------- | ----- | ------------------------------------ | ------- |
|   | 02/06/2011 | 16:00 | KFC Sparta Petegem - R. Cappellen FC | 1-4     |

### Degradatie-eindronde

#### Voorronde
De vier teams die 13de eindigden in hun reeks in Vierde Klasse, namelijk RJS Taminoise, SK Berlare, K. Herk-de-Stad FC en RJS Bas-Oha, worden aan elkaar gepaard. De winnaar blijft in Bevordering, de verliezer moet naar de interprovinciale eindronde.
| # | Datum      | Uur   | Wedstrijd                        | Uitslag        |
| - | ---------- | ----- | -------------------------------- | -------------- |
| 1 | 14/05/2011 | 20:00 | SK Berlare - RJS Taminoise       | 7-2            |
| 2 | 15/05/2011 | 16:00 | K. Herk-de-Stad FC - RJS Bas-Oha | 1-1 (pen. 5-4) |

Door hun overwinning bleven Berlare en Herk-de-Stad in Vierde Klasse.

#### Ronde 1
De twee verliezende vierdeklassers uit de kwalificatieronde spelen verder in een competitie met rechtstreekse uitschakeling in de Interprovinciale Eindronde. Hier worden die twee ploegen samengevoegd met ploegen uit de provinciale reeksen, namelijk KVC Wingene uit West-Vlaanderen, CS Entité Manageoise uit Henegouwen, KVK Wellen uit Limburg, FC Jeunesse Lorraine Arlonaise uit Luxemburg, R. Standard FC Bièvre uit Namen en R. Spa FC uit Luik.
| # | Datum      | Uur   | Wedstrijd                                      | Uitslag    |
| - | ---------- | ----- | ---------------------------------------------- | ---------- |
| 3 | 22/05/2010 | 16:00 | KVK Wellen - R. Standard FC Bièvre             | 1-3 (n.v.) |
| 4 | 22/05/2010 | 16:00 | CS Entité Manageoise - RJS Bas-Oha             | 1-4        |
| 5 | 22/05/2010 | 16:00 | FC Jeunesse Lorraine Arlonaise - RJS Taminoise | 2-1        |
| 6 | 22/05/2010 | 16:00 | R. Spa FC - KVC Wingene                        | 0-5        |

#### Ronde 2
| # | Datum      | Uur   | Wedstrijd                                    | Uitslag        |
| - | ---------- | ----- | -------------------------------------------- | -------------- |
| 7 | 29/05/2011 | 16:00 | RJS Bas-Oha - R. Standard FC Bièvre          | 0-2            |
| 8 | 29/05/2011 | 16:00 | FC Jeunesse Lorraine Arlonaise - KVC Wingene | 2-2 (pen. 4-5) |

R. Standard FC Bièvre en KVC Wingene promoveerden naar Vierde Klasse; RJS Bas-Oha zakte.
Een bijkomende wedstrijd werd gespeeld tussen beide verliezers om de promotieplaats te bepalen in het geval er een extra plaats mocht vrijkomen in Vierde Klasse.
| # | Datum      | Uur   | Wedstrijd                                    | Uitslag |
| - | ---------- | ----- | -------------------------------------------- | ------- |
|   | 02/06/2011 | 16:00 | FC Jeunesse Lorraine Arlonaise - RJS Bas-Oha | 1-4     |